# Julie Stark
Julie Laure Stark (* 30. Dezember 1991 in Belgrad) ist eine deutsche Schauspielerin. Sie ist Absolventin der Schauspielschule der Keller in Köln.

## Leben
Sie absolvierte ihre Ausbildung an der Schauspielschule der Keller in Köln. Dort spielte sie verschiedene Bühnenrollen wie die Hauptfigur in Goethes Iphigenie auf Tauris. 

## Filmografie (Auswahl)
- 2012: Stella (Kurzfilm)
- 2012: SOKO Köln (Fernsehreihe)
- 2014: Tote im Birkenwald (Kurzfilm)
- 2014: Osterflash ARD/1Live
- 2015: Club der roten Bänder 1. Staffel (Fernsehserie)
- 2016: Club der roten Bänder 2. Staffel
- 2017: Club der roten Bänder 3. Staffel